# Cavenago d’Adda
Cavenago d’Adda – miejscowość i gmina we Włoszech, w regionie Lombardia, w prowincji Lodi.
Według danych na rok 2004 gminę zamieszkiwało 2036 osób, 127,2 os./km².